# 中原秀人 (実業家)
中原 秀人（なかはら ひでと、1950年11月17日 - ）は、日本の実業家。三菱商事代表取締役副社長や、日本カザフスタン経済委員会会長、日本ウズベキスタン経済委員会会長を経て、髙松コンストラクショングループ取締役。

## 人物・経歴
1973年東北大学法学部卒業、三菱商事株式会社入社、核燃料室配属。1975年ポルトガル語研修生としてブラジル連邦共和国サンパウロ市で研修。1977年原料炭部。1982年米国三菱商事会社。1984年カナダ三菱商事会社。1987年石炭部。2000年石炭・原子燃料事業部長。2001年鉄鋼本部鉄鋼原料事業ユニットマネージャー。2002年英国三菱商事会社。
2003年英国三菱商事会社社長兼欧州支社副支社長。2004年執行役員欧州支社長兼欧州三菱商事会社社長兼英国三菱商事会社社長。2006年中国総代表兼三菱商事（中国）有限公司社長兼三菱商事（中国）有限公司北京支店長兼三菱商事（中国）商業有限公司社長兼北京事務所長。2007年常務執行役員。2009年取締役常務執行役員コーポレート担当役員（地域戦略）、地域開発管掌。2011年代表取締役副社長執行役員コーポレート担当役員（企画・業務）。
2012年日本カザフスタン経済委員会会長。2015年から日本ウズベキスタン経済委員会会長を務め、安倍晋三内閣総理大臣を招いた日本・ウズベキスタン・ビジネスフォーラムを行うなどした。2016年三菱商事株式会社取締役。同年三菱商事株式会社顧問。2018年株式会社髙松コンストラクショングループ監査役。2019年株式会社髙松コンストラクショングループ取締役。